# George Murray (général jacobite)
Pour les articles homonymes, voir George Murray et Murray.
George Murray (4 octobre 1694 – 11 octobre 1760), est un général jacobite écossais.

## Biographie
George Murray naît en 1694 au château de Huntingtower (en), près de Perth. Son père est John Murray, le premier duc d'Atholl. Son fils John deviendra la 3e duc.
En 1728, il épouse Amelia, la fille de James Murray of Strowan and Glencarse. Ils auront cinq enfants :
- John Murray (6 mai 1729 – 5 novembre 1774)
- Amelia Murray (17 mai 1732 – 24 avril 1777)
- James Murray (en) (1734 – 19 mars 1794)
- Charlotte Murray (morte en 1773)
- George Murray (en) (22 août 1741 – 17 octobre 1797)

## Carrière militaire
Il prend part aux rébellions jacobites de 1715 et de 1745. Lors de cette dernière, il rejoint le clan du prince Charles Édouard Stuart et en devient l'un des commandants les plus efficaces, notamment lors de la bataille de Prestonpans, ou lors de la bataille de Falkirk. Parvenu jusqu'à Derby, il fait partie des opposants à Charles-Edouard en choisissant de rebrousser chemin en raison du manque de soutiens jacobites à Londres.
Il s'oppose à la stratégie qui mène à la défaite à Culloden. Après cette bataille, il quitte le pays et part en Italie retrouver le prince Jacques François Stuart, le père de Charles-Edouard qui lui apporte assistance. « Bonnie Prince Charlie » n'a jamais pardonné son indépendance d'esprit à George Murray. Il finit sa vie aux Pays-Bas, où il meurt en 1760.